# Equally Cursed and Blessed
Equally Cursed and Blessed è il terzo album del gruppo musicale pop rock britannico Catatonia, pubblicato nell'aprile 1999 dall'etichetta discografica Blanco y Negro Records.
Dal disco sono stati estratti come singoli i brani Dead from the Waist Down, Londinium, Karaoke Queen e Storm the Palace, che pur avendo riscosso minor successo rispetto alle canzoni tratte dal precedente album hanno permesso al disco di raggiungere la vetta della classifica britannica degli album. Come il precedente, anche questo disco è entrato in classifica in Australia e Nuova Zelanda.

## Tracce
1. Dead from the Waist Down
2. Londinium
3. She's a Millionaire
4. Storm the Palace
5. Karaoke Queen
6. Bulimic Beats
7. Shoot the Messenger
8. Postscript
9. Valerian
10. Nothing Hurts
11. Dazed Beautiful and Bruised

Durata totale: 0:00

## Classifiche
| Classifica (1999) | Posizione raggiunta |
| ----------------- | ------------------- |
| Regno Unito       | 1                   |
| Nuova Zelanda     | 28                  |
| Australia         | 48                  |